# Dusponera fannia
Dusponera fannia är en fjärilsart som beskrevs av William Schaus 1916. Dusponera fannia ingår i släktet Dusponera och familjen nattflyn. Inga underarter finns listade i Catalogue of Life.